# 九州職業能力開発大学校附属川内職業能力開発短期大学校
九州職業能力開発大学校附属川内職業能力開発短期大学校（きゅうしゅうしょくぎょうのうりょくかいはつだいがっこうふぞくせんだいしょくぎょうのうりょくかいはつたんきだいがっこう）は、鹿児島県薩摩川内市高城町にある職業能力開発短期大学校。厚生労働省所管の独立行政法人高齢・障害・求職者雇用支援機構が設置・運営する。愛称はポリテックカレッジ川内。

## 沿革
- 1985年（昭和60年） - 川内総合高等職業訓練校を転換し、川内職業訓練短期大学校として開校
- 1993年（平成5年） - 川内職業能力開発短期大学校に改称
- 1999年（平成11年） - 九州職業能力開発大学校附属川内職業能力開発短期大学校に改称

## 概要
本校は福岡県北九州市小倉南区にある九州職業能力開発大学校の附属である。専門課程として3学科があり、修学期間は2年間である。
卒業後、希望者は試験に合格すれば応用課程に進学できる。

## 訓練科
- 生産技術科
- 電気エネルギー制御科
- 電子情報技術科

## 学生寮
- 定員：120名（男子107名、女子13名）
- 寮費：約37,000円／月

風呂、トイレ、洗濯機、乾燥機は共用